# Cardiomanes
Genre
Cardiomanes est un genre obsolète de la famille des Hyménophyllacées, mais aussi un sous-genre et une section issus des différentes révisions de la famille. 

## Description
La principale caractéristique du genre est un limbe entier en forme d'éventail ressemblant à un rein (mais c'est la ressemblance plus vague avec un cœur qui est à l'origine du nom du genre).

## Liste des espèces
Le genre ne comprend qu'une seule espèce (IPNI - The international plant names index à la date de mai 2012) :
- Cardiomanes reniforme (G.Forst.) C.Presl (1843) : voir Hymenophyllum nephrophyllum Ebihara & K.Iwats.

## Historique et position taxinomique
Karel Bořivoj Presl décrit une première fois ce genre en 1843 sur la base d'une seule espèce décrite une première fois par Georg Forster en 1786 sous le nom de Trichomanes reniforme. Le classement primitif dans le genre Trichomanes était justifié par une indusie tubulaire mais Karel Bořivoj Presl constate des particularités suffisamment importantes pour en faire un genre à part entière.
En 1906, Carl Frederik Albert Christensen, ne conservant que deux genres - Trichomanes et Hymenophyllum -, crée un nouveau sous-genre du genre Trichomanes : Trichomanes subgen. Cardiomanes.
En 1938 Edwin Bingham Copeland  et en 1968 Conrad Vernon Morton conservent le genre de Karel Bořivoj Presl.
En 2006, Atsushi Ebihara, Jean-Yves Dubuisson, Kunio Iwatsuki, Sabine Hennequin et Motomi Ito, à la suite des études phylogénétiques qu'ils ont menées, créent le sous-genre Cardiomanes du genre Hymenophyllum et y placent l'unique espèce en étant obligés de lui donner une nouvelle épithète spécifique : Hymenophyllum nephrophyllum.
En tant que genre, il est donc synonyme actuellement de Hymenophyllum subgen. Cardiomanes.